# Castell de Son Vida
El Castell de Son Vida és un edifici historicista construït el 1900 com a residència de la família Trullols i que funciona com a hotel dels anys seixanta ençà.
Situat dalt d'un pujol, està situat al cor de la urbanització de Son Vida, sorgida a partir dels anys seixanta amb la parcel·lació de l'antiga possessió de Son Vida. El Castell fou construït en substitució de les cases de la possessió, que pren el nom de la família Vida, que en fou propietària del segle xiii fins al segle xvi.

## Història
Al lloc on s'alça l'actual edifici es trobaven les cases de la possessió. Entre 1900-05, per complaure la seva esposa, Ferran Trullols i Despuig feu aixecar damunt les cases un sumptuós edifici en forma de castell historicista inspirat en el castell de Peralada, també propietat seva, atès que l'havia heretat de Joana Adelaida de Rocabertí Dameto i de Verí, morta el 1899, esposa del comte de Montenegro Ramon Despuig i Fortuny, oncle de Ferran. Les obres d'aquest nou casal, dirigides personalment per Ferran Trullols i Despuig, foren realitzades per Joan Pagès i Llauró, de Cantallops (Girona), mestre d'obres del marquès, amb material provinent de les mateixes pedreres de Son Vida. El castell rebé visitants il·lustres, com ara la infanta Isabel Francesca de Borbó, Antoni Maura i el rei Eduard VII d'Anglaterra. Fou ornat amb mobles i teixits de luxe dels segles xvi i xvii, i contenia olis de Ribera, Ankerman i Faust Morell. Hi havia una notable col·lecció d'armes de foc lleugeres (pistoles, arcabussos, espingardes) on destacaven peces importants de la producció de Ripoll, procedents, en gran part, del castell de Peralada. Altres col·leccions curioses eren les de claus, baldes, forrellats i frontisses, a més de la de numismàtica. Destacava la gran cuina, amb una bateria de coure integrada per 200 peces que procedien de les possessions de la família. A l'extens jardí hi havia un gran ficus i un zoològic particular, compost de lloretons, canaris, faisans, faraones, voltors, llebres, una rabosa, una moneia i un porc senglar, entre d'altres, tancats dins enormes gàbies. Per proveir-se d'aigua, el marquès feu construir a un turonet pròxim un aljub de grans proporcions, de rajola vista, cobert amb vuit voltes a la catalana. L'aigua arribava als murs del castell mitjançant unes canonades de ferro que sortien a la superfície.
A la mort de Ferran Trullols el 1923, el seu hereu fou el seu fill Francesc Trullols i de Villalonga. Aquest cedí la propietat de Son Vida als seus vuit fills a parts iguals el 1953, i aquests decidiren de parcel·lar la possessió per urbanitzar-la i convertir el Castell en un hotel. El 23 de juny de 1961 el nou hotel de Son Vida obrí les portes, fundat per Josep Lluís Ferrer Ramonell, qui en fou el primer president (1962-79), Joan Móra Gornals i Stephen A. Kusak. El 1972 fou reformat. El 1982, a la mort de Josep Lluís Ferrer, passà a l'egipci multimilionari Ashraf Marwan, casat amb Mona Gamal Abdel Nasser, filla de l'expresident egipci Gamal Abdel Nasser. El 1990, se'n feu càrrec el Grup Husa, que, el 1995, el vengué al grup empresarial Schörghuber, el qual és el propietari actual. Entre 2005-06, l'hotel fou àmpliament reformat, i el 2022 fou objecte d'una nova reforma.

## Descripció
L'entrada al recinte es realitza per una portalada de totxos rojos que defineixen un portal d'arc de mig punt. A l'esquerra del portal hi ha l'escut dels Vida i a la dreta, el dels Desmàs, les dues primeres famílies propietàries documentades a l'antiga possessió. A continuació, hom arriba a la façana de ponent, que constitueix la principal. La façana mostra una torre de secció circular a l'esquerra de l'edifici, amb quatre plantes d'alçat i coronament amb barbacana i merlets amb espilleres. El bloc central de la façana presenta el portal forà, d'arc rodó; un altre portal, de llinda, s'obre a l'esquerra. El primer pis mostra una renglera de 16 finestres d'arc de mig punt, emmarcades per una barbacana superior, amb les corresponents mènsules i arcs de mig punt i coronament de merlets. Aquesta barbacana configura un terradet que comunica amb les obertures de la segona planta.

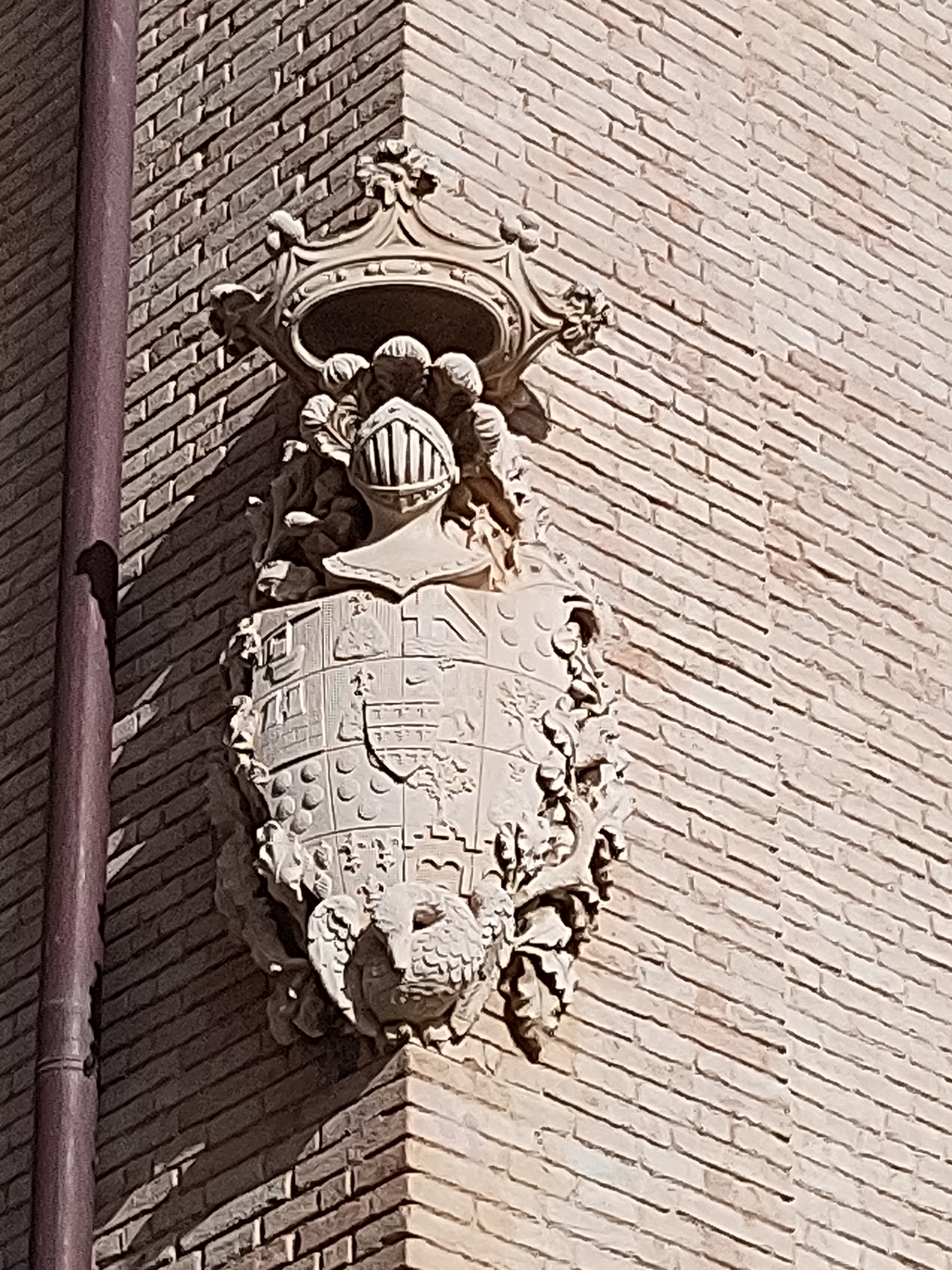
Escut

El cos de la dreta, avançat en relació amb els anteriors blocs, és tot de totxo roig, i mostra a la cantonada una cartel·la de pedra amb l'escut esculturat dels marquesos de la Torre al moment de construir l'edifici. Apareix rematat per l'elm dels cavallers i la corona de marquès, i l'envolta ornamentació vegetal i una au a la part inferior. El primer quarter acull alhora els quarters dels llinatges Trullols, Despuig, Villalonga i Despuig. El segon mostra els quarters de Sales, Fortuny, Rocabertí i Sureda. El tercer presenta les armes dels Fortuny, Fortuny, Morell i Safortesa. El quart i darrer mostra l'heràldica dels Cotoner, Despuig, Verí i Pacs. Tot l'escut apareix centralitzat pel vincle dels Desmàs.
L'interior de l'edifici, molt reformat al llarg dels anys i especialment en la seva conversió en hoyel, conserva part de la col·lecció d'armes lleugeres del marquès de la Torre i un conjunt pictòric de gran rellevància, tot repartit entre diferents sales i corredors. En destacam els retrats de l'arxiduc Carles d'Àustria i la seva esposa Elisabet de Brunswick, i les pintures de temàtica històrica titulades Desembarcament a Santa Ponça (1900), d'Antoni Ribas i Oliver, i La batalla de Llucmajor (1902) i Entrada de Jaume el Conqueridor a Madina Mayurqa (1903), de Faust Morell i Bellet. El menjador apareix ornat amb teles murals que representen una cacera reial ambientada a la França del segle xvii, obra de Ricard Ankerman, pintades per encàrrec de Ferran Trullols i Despuig. El sector de migjorn de l'edifici presenta una gran terrassa amb vistes panoràmiques sobre la ciutat i la badia. Aquesta façana té tres plantes d'alçat i diverses obertures disposades regularment: portals de llinda a la planta baixa, balcons a la primera planta i finestres agrupades en conjunts de tres a la segona.

### Les pintures

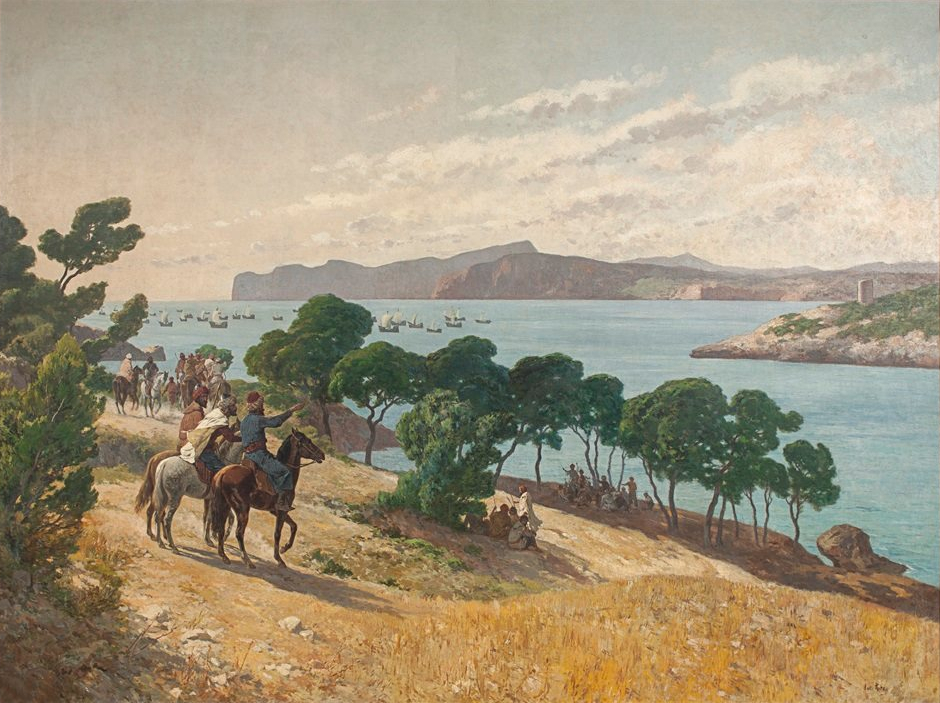
El Desembarcament a Santa Ponça, d'Antoni Ribas
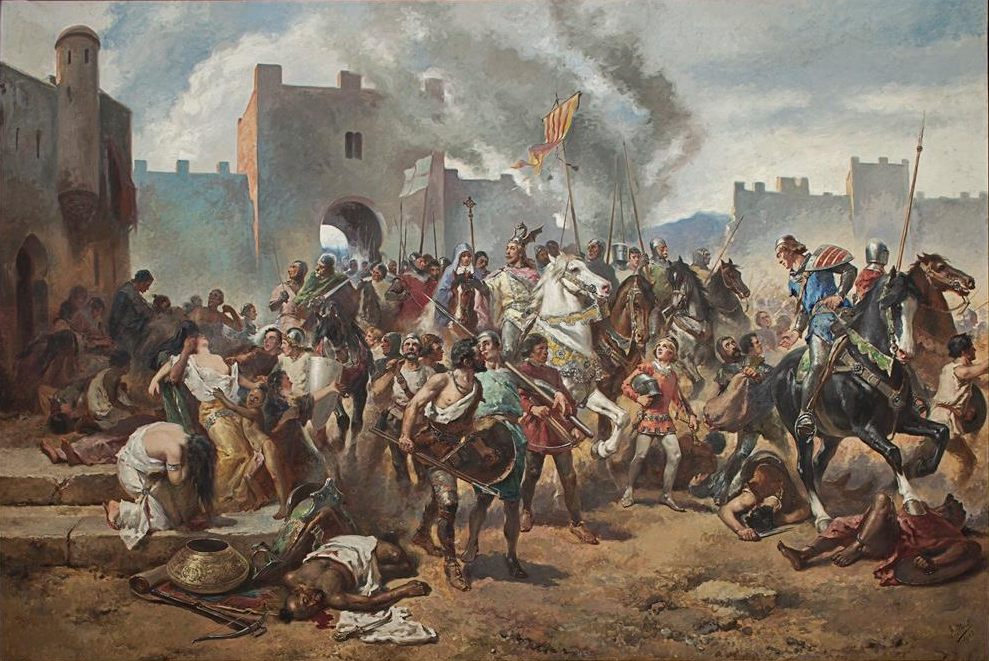
L'Entrada de Jaume I a Madina Mayurqa, de Faust Morell
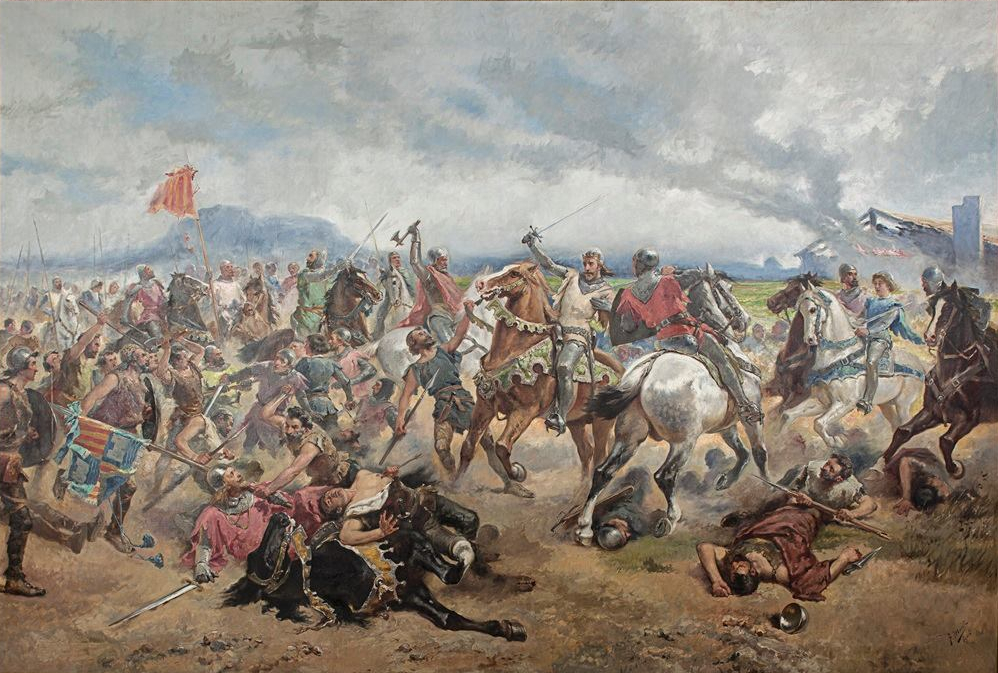
La Batalla de Llucmajor, de Faust Morell
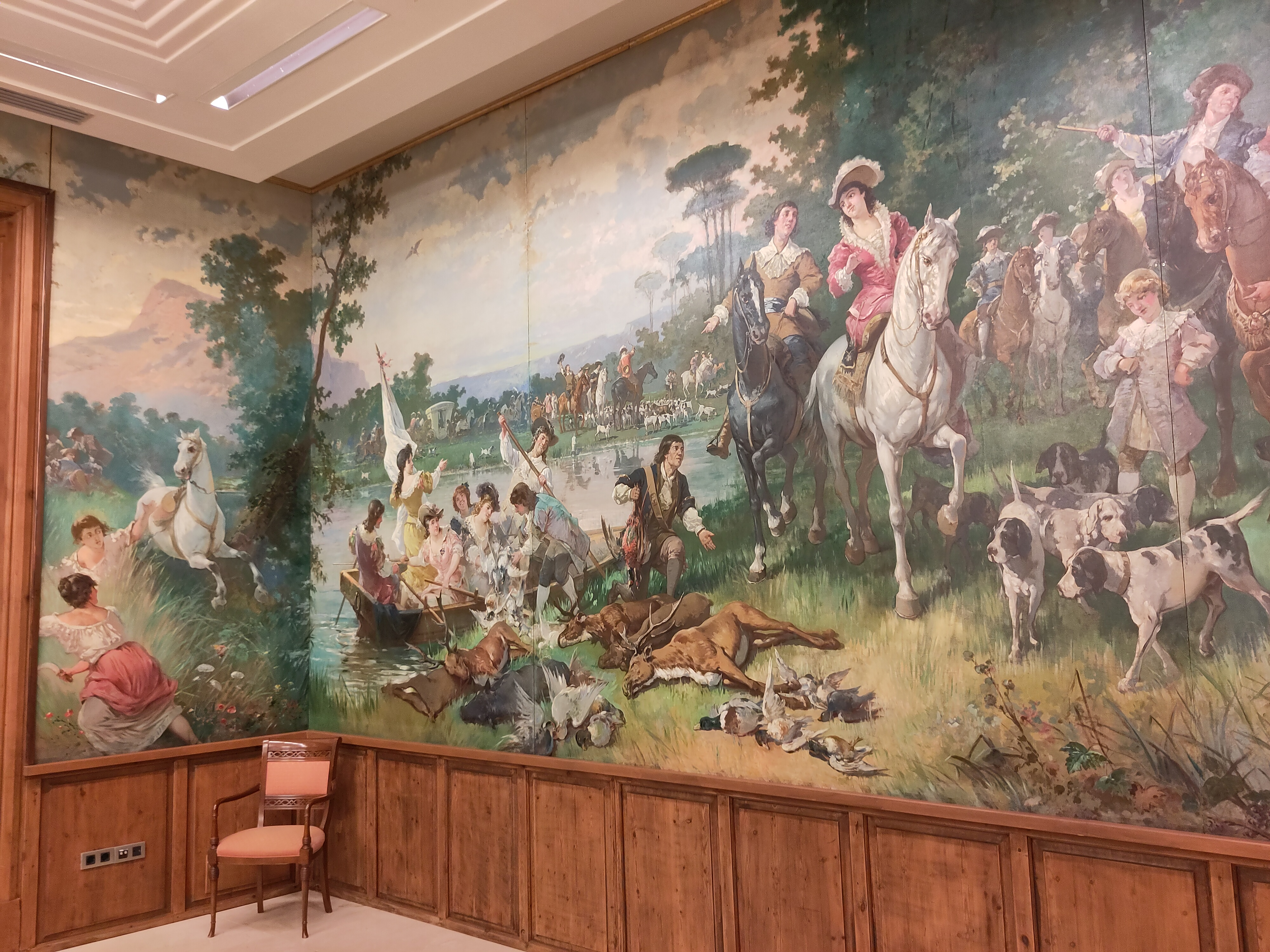
Escena de caça al menjador, de Ricard Ankerman
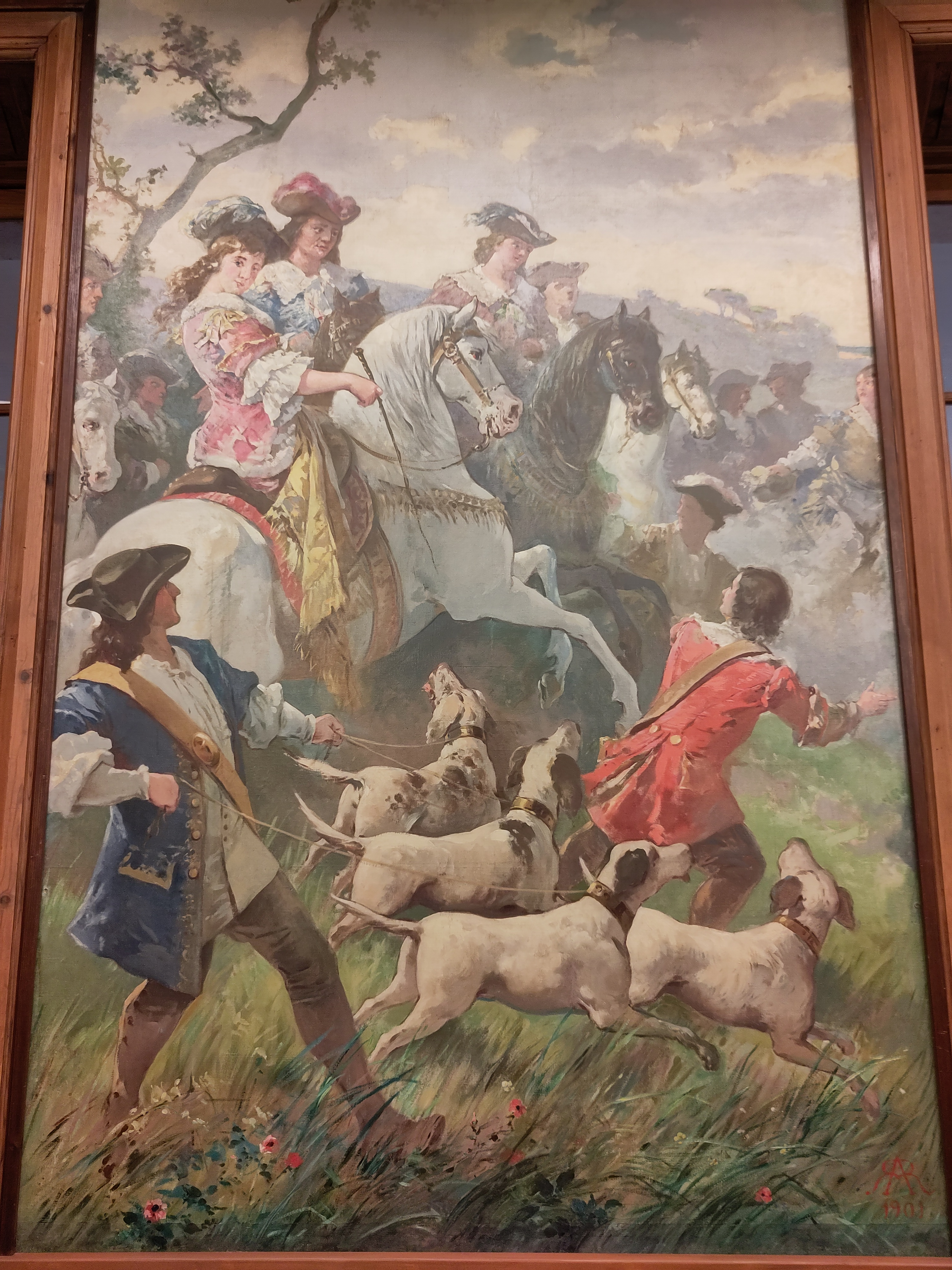
Escena de caça al menjador
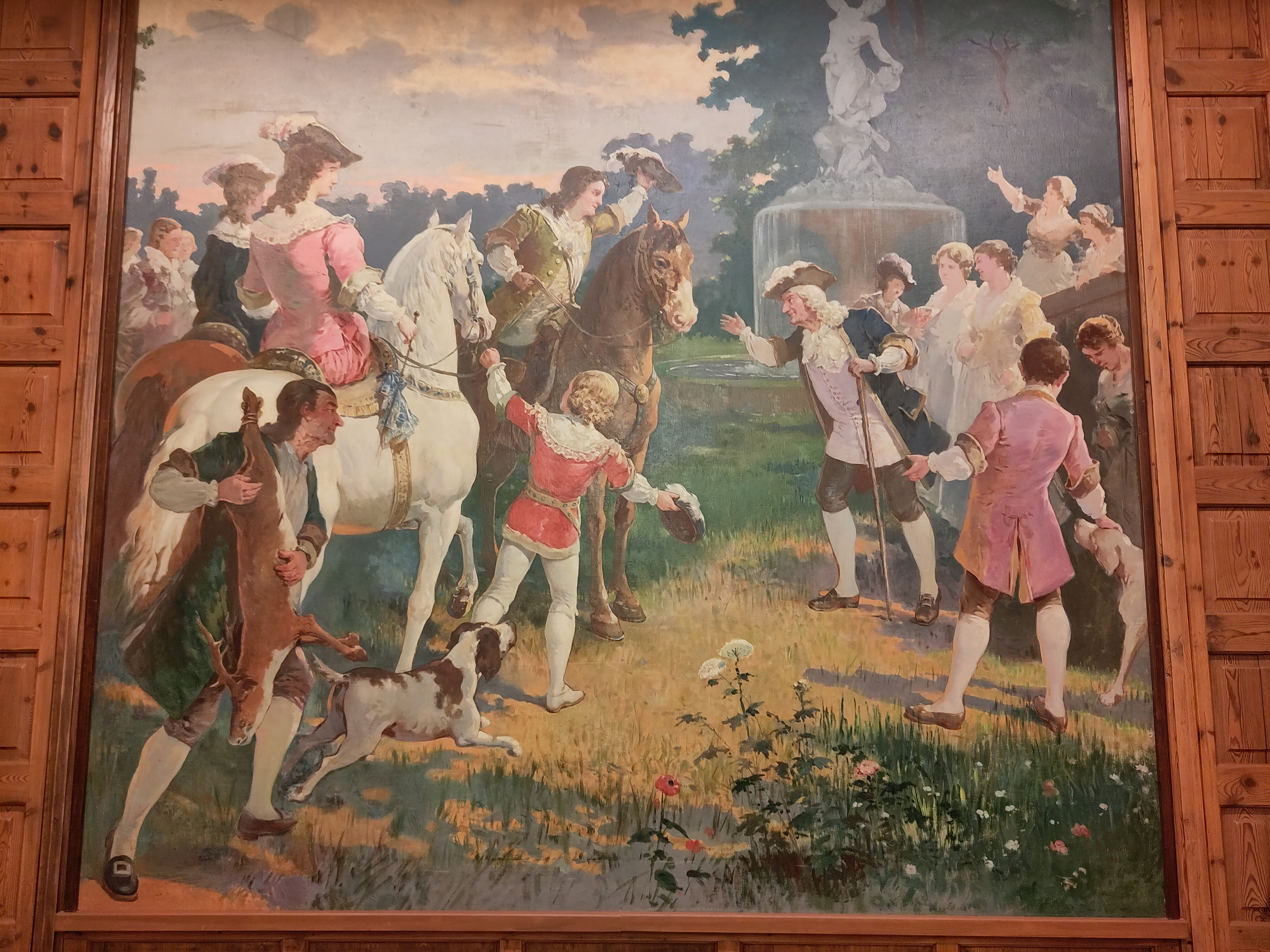
Escena de caça al menjador